# トヨタ情報システム愛知
座標: 北緯35度6分50.3秒 東経137度1分54.1秒 / 北緯35.113972度 東経137.031694度
トヨタ情報システム愛知株式会社（トヨタじょうほうシステムあいち、Toyota Information System Aichi）は、1984年（昭和59年）に愛知トヨタグループ（ATグループ）の情報システム専門会社として設立されたシステムインテグレーターである。

## 概要
社名の英名を略して「TISA」とも呼ばれる。母体となるATグループの関連会社のみならず、トヨタ自動車を始めとするトヨタグループのシステム開発も行っている。
初期は愛知トヨタの電算部であったが、1984年（昭和59年）に情報部門として分社化され、現在に至っている。企業理念は「高い志をもって、ITで社会に貢献」。
企画・設計・開発から保守・運用までトータルサポートすることを得意とした『ソリューション提案型SI企業』である。

## 事業内容
- トヨタ販売店向けの販売管理、物流管理、経営管理、人事給与管理などの各種アプリケーションシステムの設計開発。
- トヨタ関連各社の設計開発、生産技術、生産活動を支援する CAD／CAM／CAE／CAT、生産管理などの各種システム開発や カーナビ、車載コンピューターシステムなどの設計開発。
- 一般ユーザーや地方自治体に対するシステムコンサルティング及び各種業務システムの設計開発。
- インターネット、移動体通信など情報通信システムの設計開発。
- 情報処理システム機器、ソフトウエアパッケージの販売、保守。
- 愛知トヨタ自動車およびグループ会社の情報システム開発、運用のアウトソーシング。